# 13 Above the Night (tuyển tập)
13 Above the Night là một tuyển tập truyện ngắn khoa học viễn tưởng được biên tập nội dung bởi Groff Conklin. Cuón sách được xuất bản lần đầu tiên dưới dạng bìa mềm bởi Dell Books vào tháng 10 năm 1965; nó được tái bản vào tháng 11 năm 1969.
Cuốn sách thu thập mười ba tiểu thuyết và truyện ngắn của nhiều tác giả khoa học viễn tưởng khác nhau, cùng với phần giới thiệu của người biên tập. Các câu chuyện trước đây đã được xuất bản từ năm 1951-1963 trên nhiều tạp chí khoa học viễn tưởng.

## Nội dung
- "Introduction" (Groff Conklin)
- "Founding Father" (J. F. Bone)
- "Mating Call" (Frank Herbert)
- "Nice Girl with Five Husbands" (Fritz Leiber)
- "Prone" (Mack Reynolds)
- "The Education of Tigress McCardle" (C. M. Kornbluth)
- "Now Inhale" (Eric Frank Russell)
- "The Back of Our Heads" (Stephen Barr)
- "Button, Button" (Isaac Asimov)
- "The Deep Down Dragon" (Judith Merril)
- "The Kappa Nu Nexus" (Avram Davidson và Morton Klass)
- "Idiot Solvant" (Gordon R. Dickson)
- "Counter Security" (James White)
- "The Dreistein Case" (J. Lincoln Paine)